# Aponio
Aponio o Apponio, lat. Aponius (V secolo – VI secolo) è stato uno scrittore ed esegeta latino.

## Biografia
Aponio è, per noi, una figura che ci sfugge quasi completamente. Dovrebbe essere fiorito nella prima metà del V secolo d.C., probabilmente a Roma:
(A. Vaccari, Aponio, in Enciclopedia Italiana, Roma, Istituto della Enciclopedia Italiana, 1929, vol. 1)
Non ci è noto che per la sua opera, un commento al Cantico dei Cantici, scritto tra 405 e 415. 

## Explanatio
Di Aponio resta, appunto, la In Canticum Canticorum explanatio in dodici libri, giunta integra in un solo codice.
I dodici libri della Explanatio sono scritti in un latino un po' rozzo ma vivace, e si basano sul testo della Vulgata di Girolamo. Aponio, che è anche a conoscenza del commento al Cantico attribuito a Ippolito di Roma, segue la tradizione origeniana e presenta una esegesi cristologica del Cantico, considerandolo dal punto di vista spirituale in connessione con la storia della salvezza. Egli cerca, quindi, di sottolineare la relazione tra Cristo e la Chiesa, fin dall'inizio della sua storia.
Sotto l'influsso evidente dell'esegesi ebraica ripresa da Ippolito, Aponio si sofferma anche sul destino degli ebrei nel campo dell'applicazione della provvidenza divina e la continuità delle forme dell'Antico Testamento nel mondo cristiano. Proprio come gli esegeti ebrei avevano riconosciuto nel Cantico l'allegoria delle vicende storiche del loro popolo, così Aponio trova in esso la storia della rivelazione divina dalla creazione fino al giudizio universale.